# Jacobo Francesco Riccati
Jacobo Francesco Ricatti , matemático y filósofo, nació en Italia en 1676 conocido como conde y muere en 1754. Fue el principal responsable de la introducción de las ideas de Newton en Italia. En cierto momento, le ofrecieron la presidencia de la Academia de Ciencias de San Petersburgo; pero prefirió las comodidades y los lujos de su vida aristocrática de Italia a las responsabilidades administrativas en Rusia. 
Aunque fue muy conocido en los círculos científicos de su tiempo, en la actualidad sólo sobrevive por medio de la ecuación diferencial que lleva su nombre. Incluso esto fue un accidente de la historia, ya que Ricatti se limitó a estudiar casos especiales de esta ecuación, sin ofrecer soluciones y la mayoría de estos casos especiales los trataron con éxito alguno de los miembros de la familia Bernoulli.
La ecuación de Ricatti es una ecuación no lineal, de la forma 
{\displaystyle \!{\frac {dy}{dx}}=P(x)+Q(x)y+R(x)y^{2}}
Muchos casos dependiendo de lo que sea P(x), Q(x) y R(x), esta fórmula fue creado con el objetivo de facilitar el desarrollo de las ecuaciones diferenciales de segundo orden.
- Datos: Q5817446